# 데스티노
데스티노(Destino)는 미국에서 제작된 도미니크 몬페리 감독의 2003년 애니메이션, 드라마, SF, 판타지 영화이다. 2003년 월트 디즈니 애니메이션 스튜디오에 의해 개봉되었다. 데스티노는 1945년 처음 제작이 시작되어 2003년 최종 완성되어 독특하다. 이 프로젝트는 월트 디즈니와 스페인의 초현실주의 화가 살바도르 달리 간의 협업을 통해 탄생하였다. 2003년에 애니메이션 쇼 오브 쇼에 포함되었다.